# Умная корова
«Умная корова», задача «умной коровы» (англ. smart cow problem) — задача, согласно которой если группе людей предстоит выполнить технически сложную задачу, то только один из них должен это делать. Когда задание выполнено один раз, то может быть разработан способ повторить, что дает возможность менее технически подготовленным людям решать данную задачу. Происходит от выражения: «Достаточно одной умной коровы, чтобы открыть засов ворот, и тогда за ней пойдут остальные» (англ. "It only takes one smart cow to open the latch of the gate, and then all the other cows follow").
Принцип был применен к DRM: из-за быстрого распространения информации через Интернет (в частности через торренты), достаточно лишь одного обхода защиты, чтобы она устарела.